# Jelena Vasziljevna Obrazcova
Jelena Vasziljevna Obrazcova, (oroszul Елена Васильевна Образцова) (Leningrád, 1937. július 7. – Lipcse, 2015. január 12.) szovjet-orosz operaénekesnő, a huszadik század második felének kiemelkedő drámai mezzoszopránja.

## Élete
Obrazcova 1937-ben született Leningrádban, apja Vaszilij Alekszejevics Obrazcov (1905–1989). anyja Natalja Ivanovna Bicskova (1913–1994). Kisgyermekkora a háború és a város blokádja jegyében telt. A háború elején az apja a frontra ment, a család pedig az ostromolt Leningrádban maradt, de 1942 tavaszán a Ladoga-tavon keresztül kimenekítették Usztyuzsna városába, ahol 1945 nyaráig éltek. A kislány már ötéves korában elkezdett énekelni, azt énekelte, amit a környezetében hallott. 1948-ban bekerült a leningrádi Úttörőpalota gyermekkórusába, ahol a kórusvezető Marija Fjodorovna Zarinszkaja volt. „Ez a kórus nagy hatással volt rám. … Marija Fjodorovna kétségkívül kiváló ember és tanár volt. Ő szerettette meg az éneklést, és ő volt az első, aki elhitette velem, hogy énekes lehetek” – nyilatkozta. Apja mérnök volt, és munkája miatt 1954-ben Taganrogba költöztek, majd 1957-től egy évig Rosztov-na-Donuban éltek, és Obrazcova a helyi zeneiskolában tanult. Apja egy olaszországi üzleti útról több hanglemezt hozott haza, amelyekről megismerhette a kor híres énekeseit, például Beniamino Giglit, Enrico Carusót, Amelita Galli-Curcit. 1958-ban lett a Leningrádi Konzervatórium hallgatója, ahol Antonyina Andrejevna Grigorjeva volt a tanára, az operaórákon pedig Alekszej Nyikolajevics Kirejevnél tanult. 1962-ben aranyérmet nyert Helsinkiben, a Világifjúsági és diáktalálkozón, egy évvel később pedig a moszkvai össz-szövetségi Glinka-versenyen. Utóbbi versenyeredménye alapján meghívták a Moszkvai Nagyszínházba, és 1963. december 17-én, még hallgatóként mutatkozhatott be Muszorgszkij Borisz Godunovjának Marina Mnyisekjeként.
A konzervatóriumban 1964-ben végzett, és még ebben az évben – a gyakornoki státuszt kihagyva – a Bolsoj szólistája lett. A társulattal rögtön vendégszereplésre indult a milánói La Scalába, ahol kisebb szerepeket énekelt: Marija Bolkonszkaja hercegnőt Prokofjev Háború és béke és a nevelőnőt Csajkovszkij A pikk dáma című operájában. A színházban az első évadában nyolc szerepet énekelt, és tehetségének gyors fejlődése révén rövidesen a társulat egyik legerőteljesebb művészévé vált, egyre „nagyobb” szerepeket kapott, és neve széles körben ismert lett.
A Bolsoj 1969 telén Párizsban vendégszerepelt, és Obrazcova Marina Mnyisek szerepében kiugró sikert aratott. 1970-ben két énekversenyen nyert aranyérmet: a IV. Moszkvai Nemzetközi Csajkovszkij Versenyen és a VIII. Nemzetközi Vinay Versenyen, Barcelonában. 1971-ben visszatért Párizsba, és a Salle Pleyelben önálló koncertet adott. A sikerre jellemző, hogy az eseményt a francia újságírók történelminek nevezték. 1975-ben mutatkozott be az Egyesült Államokban. A Bolsoj Opera is ekkor járt először ott, és a New York-i Metropolitanben és a washingtoni Kennedy Centerben vendégszerepeltek. Obrazcova a harmincas évei közepén, pályafutása csúcsára érkezve hatalmas szenzációt keltett Amerikában, úgy értékelték, hogy egy igazi díva érkezett hozzájuk. Hangja erőteljes, színes, de bársonyos volt, frázisai élesek, hangterjedelme pedig a legfelső hangoktól a szinte alti mélyekig terjedt. Ehhez hozzájárult még kiváló színpadi játéka, amivel operahőseit egy drámai színész művészi kifejezőképességével jelenítette meg. Néhány hónappal később a San Franciscói Operában debütált, Azucenát énekelte A trubadúrban Dame Joan Sutherlanddal és Luciano Pavarottival. 1976-ban a Metropolitanben Amnerist énekelte az Aidában, és az előadás után a személyes ovációja tizenöt percig tartott, a fellépést pedig a sajtó „a legújabb történelem egyik legnagyobb debütálásának” nevezte. Évenkénti rendszeres megjelenése a Metben csak akkor szűnt meg, amikor a szovjetek afganisztáni katonai akciója elleni amerikai tiltakozás miatt a Szovjetunió megtiltotta a szovjet művészek amerikai fellépését. Ő maga nyilvánosan nem kritizálta kormánya döntését, voltaképp a szovjet rezsim híve volt. 1974-ben aláírta azt a levelet, amelyben feljelentették Msztyiszlav Rosztropovicsot és feleségét, Galina Visnyevszkaját Alekszandr Szolzsenyicin támogatásáért. Ezt követően csak 1987-ben tért vissza a New York-i színpadokra.
Európában ezután is aktív maradt, fellépett többek között a Covent Gardenben, a milánói La Scalában, a Bécsi Állami Operában, a barcelonai Liceuban, a Bajor Állami Operaban, a Hamburgi Állami Operaban, a Veronai Arénában, a Magyar Állami Operaházban, és elénekelte az összes fontos mezzo szerepet. Szeretett Magyarországra járni, imádta Budapestet, erről többször nyilatkozott. Néha évente többször is fellépett operákban és szólókoncerteken, akár „félgázsiért” is. Ő volt első orosz opera-énekesnő, aki Bartók Béla A kékszakállú herceg vára című operájában magyarul énekelte Judit szerepét, a Kékszakállú Jevgenyij Nyeszterenko volt, az Operaház zenekarát pedig Ferencsik János vezényelte. Számos híres zenei fesztiválon énekelt, többek között a Nemzetközi Orange-i Fesztiválon és a salzburgi Fesztiválon.
Fellépései során a legkiválóbb énekes partnerekkel dolgozott együtt, mint – erős válogatással – Joan Sutherland, Montserrat Caballé, Renata Scotto, Mirella Freni, Ileana Cotrubas, Leontyne Price, Marton Éva, Anna Tomowa-Sintow, Carlo Bergonzi, Plácido Domingo, Luciano Pavarotti, José Carreras, Piero Cappuccilli, Renato Bruson, Juan Pons, Sherill Milnes, José van Dam. A legnevesebb karmesterek közül megemlíthető – többek között – Herbert von Karajan, Claudio Abbado, Riccardo Muti, Giuseppe Patanè, Carlo Maria Giulini, Giuseppe Sinopoli, Riccardo Chailly, James Levine, Lorin Maazel, Georges Pretre, Daniel Barenboim, Ferencsik János, Carlos Kleiber, Christoph von Dohnányi, Jurij Tyemirkanov, Gennagyij Rozsgyesztvenszkij, Valerij Gergijev. A világ minden táján fellépett, hazáján kívül szerepelt például Athén, Bécs, Belgrád, Budapest, Buenos Aires, Hamburg, Lisszabon, London, Makaó, Madrid, Milánó, München, New York, Oslo, Párizs, Parma, Pozsony, Prága, Róma, Salzburg, San Francisco, Stockholm, Szófia, Szöul, Tajpej, Tokió, Velence, Washington, Zürich stb. operaházaiban, hangversenytermeiben.
Fjodor Saljapin óta ő volt az első orosz operaénekes, aki nemzetközileg is híres és nagy operasztár lett, ezzel mintegy előkészítve a külföldi színpadokat a fiatalabb orosz női és férfi énekesek előtt. Pályafutása során több mint harminc operaszerepet énekelt a színpadon. Emellett koncerténekesként is aktív volt, repertoárján több mint száz zeneszerző műve szerepelt (például Glinka, Dargomizsszkij, Rachmaninov, Szviridov, Händel, Mozart, Brahms, Poulenc, Kurt Weill). Különösen szerette és gyakran adta elő Georgij Szviridov szerzeményeit, aki több művét is neki ajánlotta, például a Tíz dal Alekszandr Blok verseihez című dalciklusát. Neves zongorakísérői között megemlítendő többek között Jevgenyij Szenderovics, Vazsa Csacsava, John Wustman és Gyenyisz Macujev. Fellépett néhány operettben is, Offenbach, Strauss, Lehár és Kálmán darabjaiban. 2003–2004-ben meglepetést keltett, hogy klasszikus jazz dalokat énekelt egy koncertsorozat keretén belül. 1991-ben Renata Scottóval és Ileana Cotrubașsal együtt fellépett az olaszországi Siracusában, egy – a Három Tenor koncertek mintájára szervezett – Három Szoprán koncerten. 2007-ben prózai szerepben is kipróbálta magát: a moszkvai Roman Viktyuk Színházban a Renato Mainardi regénye alapján színpadra állított Antonio von Elba című előadásban Amalia szerepét játszotta.
Szerepei között mintegy negyven orosz opera, valamint az európai klasszikus és modern operairodalom szerepei találhatók. Több mint ötven lemezfelvételt készített (opera-, oratórium-, kantáta-, szóló- és kamarazene), közte tíz teljes operafelvételt. A hangfelvételek vezető lemezkiadók közreműködésével készültek, mint például a Melogyija, a Polydor, a Deutsche Grammophon, az EMI, a CBS és a Philips. Több filmben szerepelt, többek között: My Carmen (1977), És megjelenik a képem neked (1979), Jelena Obrazcova Japánban (1980), Parasztbecsület (1981), A víg özvegy (1984), Jelena Obrazcova szerelme és gyötrelmei (1988), A nagy Jelena (1995).
1986-ban rendezőként mutatkozott be: a Nagyszínházban Jules Massenet Wertherjét állította színpadra. 2007–2008-ban a szentpétervári Mihajlovszkij Színház Operatársulatának művészeti vezetője volt. 1973-tól 1994-ig a Moszkvai Konzervatóriumban tanított (1984-tól professzorként), 1992-től pedig a tokiói Muszasino Zeneakadémián is oktatott. Emellett mesterkurzusokat tartott Japánban, Európa több országában, Szentpéterváron és Moszkvában. Közreműködött számos énekverseny zsűrijében: Moszkvában, Marseille-ben, Szentpéterváron, Budapesten (a Marton Éva Nemzetközi Énekversenyen).
1996. május 20-i dátummal megalapította Szentpéterváron a Jelena Obrazcova Kulturális Központot. Létrehozásának fő céljai: nevelés a kulturális és zenei oktatás területén és a művészek jó fizikai állapotának fenntartása az egészségügy területén. 1999-ben létrehozta Szentpéterváron a Fiatal Operaénekesek Nemzetközi Versenyét. 2011 decemberében megalapította a Jelena Obrazcova Alapítványt, amelynek legfőbb célja és feladata az orosz opera-előadóművészet iskolájának újjáélesztése, a fiatal tehetséges művészek felkutatása és támogatása. A Puskin Akadémia tiszteletbeli tagja (1995), az Orosz Múzeum Nemzetközi Baráti Társaságának tagja (1998), az Orosz Művészettörténeti és Zenei Előadó Akadémia tagja (1999), az Orosz Művészeti Akadémia tagja (1999).
Első férje Vjacseszlav Petrovics Makarov (1938–2019) fizikus volt, és 1966-ban ebből a házasságból született lánya, Jelena Vjacseszlavovna Makarova szoprán énekes. Második férje Algisz Marcelovics Zsjurajtisz (litvánul Henrikas Algis Žiuraitis) (1928–1998) karmester volt. Obrazcova 2015. január 12-én halt meg Lipcsében, ahol gyógykezelés céljából tartózkodott. A moszkvai Novogyevicsi temetőben nyugszik.
Egy 1981-ben felfedezett kisbolygót róla neveztek el („4623 Obraztsova”). 2003-ban postabélyeget bocsátottak ki a portréjával a „Híres péterváriak” sorozatban.

## Szerepei
Válogatás a Moszkvai Nagyszínház nyilvántartásából.
- Adalgisa – Bellini: Norma
- Amneris – Verdi: Aida
- Azucena – Verdi: A trubadúr
- Bouillon hercegnő – Cilea: Adriana Lecouvreur
- Carmen – Bizet: Carmen
- Charlotte – Massenet: Werther
- Delila – Saint-Saëns: Sámson és Delila
- Eboli – Verdi: Don Carlos
- Froszja – Prokofjev: Szemjon Kotko
- Giovanna Seymour – Donizetti: Boleyn Anna
- Grófnő – Csajkovszkij: A pikk dáma
- Hélene Bezuhova – Prokofjev:: Háború és béke
- Hercegnő – Puccini: Angelica nővér
- Herodias – Strauss: Salome
- Iokaszté – Stravinsky: Oedipus rex
- Judit – Bartók: A kékszakállú herceg vára
- Konchakovna – Borogyin: Igor herceg
- Léonor di Guzman – Donizetti: A kegyencnő
- Ljubasa – Rimszkij-Korszakov: Cári menyasszony
- Ljubava Buszlajevna – Rimszkij-Korszakov: Szadko
- Marfa – Muszorgszkij: Hovanscsina
- Marija hercegnő – Prokofjev: Háború és béke
- Marina Mnyisek – Muszorgszkij: Borisz Godunov)
- Nagymama – Prokofjev: A szerencsejátékos
- Nerisz – Cherubini: Médeia
- Nevelőnő – Csajkovszkij: A pikk dáma
- Oberon – Benjamin Britten: Szentivánéji álom
- Orfeusz – Gluck: Orfeusz és Euridiké
- Paulina – Csajkovszkij: A pikk dáma
- Santuzza – Mascagni: Parasztbecsület
- Silvana – Respighi: A láng
- Ulrica – Verdi: Az álarcosbál
- Zsenya Komelkova – Molcsanov: A hajnalok csendesek

## Díjai, elismerései
Válogatás a Bolsoj nyilvántartása alapján.
- 1962 – 1. díj a Glinka All-Union énekversenyen
- 1962 – I. díj a VIII. Ifjúsági és Diákköri Világtalálkozón (Helsinki)
- 1970 - 1. díj a barcelonai Francesco Viñas Nemzetközi Énekversenyen
- 1970 - 1. díj a Moszkvai Nemzetközi Csajkovszkij Versenyen
- 1970 – Enrique Granados-érem (Spanyolország)
- 1971 – A Munka Vörös Zászló Érdemrendje
- 1972 – A Kritika Arany Toll díja (Wiesbaden)
- 1973 - Az RSFSR Glinka Állami Díja (1. fokozat)
- 1976 - A Szovjetunió népművésze
- 1976 - Lenin-díj
- 1978 – Arany Verdi-díj (Olaszország)
- 1980 – A Munka Vörös Zászló érdemrendje
- 1982 – A Francia Hanglemezakadémia díja
- 1982 – Bartok Béla emlékérem (Magyarország)
- 1990 - A Szocialista Munka Hőse
- 1990 – Lenin-rend
- 1994 – A Szicíliai Színházak Szövetségének díja (Olaszország)
- 1998 – Szent Miklós Rend (Ukrajna)
- 1999 – Az Orosz Művészeti Akadémia tiszteletbeli kitüntetése
- 1999 – Az Orosz Művészettörténeti és Zenei Előadások Művészeti Rendje
- 1999 – A hazáért érdemrend (3. fokozat)
- 2002 – Casta Diva operadíj
- 2004 – Orosz Nemzeti Olümposz díj
- 2007 – Lomonoszov-rend
- 2009 – A Liceo Színház aranyérme (Spanyolország)
- 2009 – A hazáért érdemrend (2. fokozat)
- 2009 – Az Örmény Kulturális Minisztérium aranyérme
- 2009 – Szent Dániel moszkvai herceg rendje (1. fokozat)
- 2010 – Európai Trebbia díj (Csehország)
- 2011 – Arany Híd díj (Olaszország)
- 2011 – Az Orosz Föderáció kormányának kitüntetése
- 2014 – Szent Olga hercegnő apostoli rendje (1. fokozat)
- 2014 – Baltic Star díj
- 2014 – A hazáért érdemrend (4. fokozat)

## Felvételei

### Teljes operafelvételek
[A CD-n vagy újabb formátumokon megjelenteknél csak ezek katalógusszámai]
- Bartók Béla: A kékszakállú herceg vára – Judit
  - (oroszul) Jevgenyij Jevgenyjevics Nyesztyerenko, Moszkvai Nagyszínház Zenekara, vezényel: Ferencsik János (élő felvétel: Moszkva, Nagyszínház, 1978. július) Open Reel Tape mr. tape 3058 [csak orsós magnószalagon]
  - (magyarul) J. J. Nyesztyerenko; Magyar Állami Operaház Zenekara, vezényel Ferencsik János (1981) Hungaroton HCD 12254-2
- Vincenzo Bellini: Norma – Adalgisa (Shirley Verrett, Carlo Cossutta stb., Metropolitan Opera Ének- és Zenekara, vezényel: Peter Maag) (élő felvétel: New York, Metropolitan, 1979. március 17.) Bensar OL 31779
- Georges Bizet: Carmen – címszerep
  - Plácido Domingo, Bernadette Antoine, Yves Bisson, Marseille-i Opera Ének- és Zenekara, vezényel: Reynald Giovaninetti (élő felvétel: Marseille, Opera, 1973 április 29.) House of Opera CDBB 155
  - Plácido Domingo, Maria Fleta, Justino Díaz stb.; a Gran Teatro del Liceo Ének- és Zenekara, vezényel: Paul Ethuin (élő felvétel: Lisszabon, Gran Teatro del Liceo, 1974 december v. 1975. január) House of Opera CDBB 156; Premiere Opera Ltd. CDNO 1306-3
  - Plácido Domingo, Isobel Buchanan, Jurij Antonovics Mazurok stb.; Wiener Sängerknaben, Bécsi Állami Opera Énekkara, Bécsi Filharmonikusok, vezényel: Carlos Kleiber) (élő felvétel: Bécs, Staatsoper, 1979) Exclusive EX92T 11-12; Refined Opera Performances ROP CD-3C és Golden Melodram GM 60003
  - José Carreras, Alida Ferrarini, Silvano Carroli stb.; a Gran Teatro del Liceo Ének- és Zenekara, vezényel: Jacques Delacôte) (élő felvétel: Lisszabon, Gran Teatro del Liceo, 1983. november 8.) House of Opera CDBB 154
  - Vlagyimir Anrejevics Atlantov, Margarita Miglau, Jurij Anrejevics Mazurok stb.; Moszkvai Nagyszínház Ének- és Zenekara, vezényel: Jurij Ivanovics Szimonov) (198?) Мелодия MEL CD 10 01516
- Alekszandr Porfirjevics Borogyin: Igor herceg – Koncsakovna (Ivan Ivanovics Petrov, Tatyjana Tugarinova, Vlagyimir Andrejevics Atlantov, Artur Arturovics Ejzen stb.; Moszkvai Nagyszínház Ének- és Zenekara, vezényel: Mark Fridrihovics Ermler) (1969) Le Chant du Monde LDC 278 871/73, BMG-Melodiya 74321 29346-2 és Мелодия MEL CD 10 00413
- Francesco Cilea: Adriana Lecouvreur – Bouillon hercegnő
  - Renata Scotto, Giacomo Aragall, Giuseppe Taddei stb.; San Franciscó-i Opera Ének- Zenekara, vezényel: Gianandrea Gavazzeni (élő felvétel: San Francisco, War Memorial Opera House, 1977. szeptember) Myto 2MCD 005 234; The Opera Lovers ADR 197701
  - Renata Scotto, Plácido Domingo, Sherrill Milnes stb.; Ambrosian Operakórus, Philharmonia Zenekar, vezényel: James Levine) (1977) CBS «Masterworks» CD 79310; Sony Classical «Masterworks» M2K 79310 és Sony CSCR 8101-2
- Pjotr Iljics Csajkovszkij: A pikk dáma – A grófnő
  - Vlagyimir Andrejevics Atlantov, Tamara Milaskina stb.; Moszkvai Nagyszínház Ének- és Zenekara, vezényel: Jurij Ivanovics Szimonov (élő felvétel: New York, Metropolitan Opera, 1975. július 2.) Live Opera Heaven Ltd. C 759-75
  - Vlagyimir Andrejevics Atlantov, Várady Júlia, Bodo Brinkmann stb.; Bajor Állami Opera Ének- és Zenekara, vezényel: Algis Žiuraitis) (élő felvétel: München, Nemzeti Színház, 1984. december 2.) House of Opera CDBB 583; Mitridate «Ponto» PO 1049 és Premiere Opera Ltd. CDNO 2645-2
  - Plácido Domingo, Sergei Leiferkus stb.; Los Angelesi Filharmónikusok Énekkara, Los Angelesi Filharmonikusok, vezényel: Valerij Abiszalovics Gergijev) (élő felvétel: Los Angeles, Dorothy Chandler Pavilion, 2001. szeptember 4.) House of Opera CDBB 586
  - Plácido Domingo, Sergei Leiferkus, Rod Gilfry stb.; a Washingtoni Opera Ének- és Zenekara, vezényel: Heinz Fricke (élő felvétel: Washington D. C., Washington Opera, 2002. június 2.) House of Opera CDBB 584
- Gaetano Donizetti: Boleyn Anna – Jean Seymore
  - Cecilia Gasdia, Paul Plishka stb.; a milánói La Scala Ének- és Zenekara, vezényel: Lamberto Gardelli (élő felvétel: Milánó, La Scala, 1982. február 23., 26., esetleg március 2. is) Charles Handelman – Live Opera 00226; House of Opera TA 269 [csak kazettán]
  - Montserrat Caballé, Paul Plishka stb.; a milánói La Scala Ének- és Zenekara, vezényel: Giuseppe Patanè) (élő felvétel: Milánó, La Scala, 1982. február 21.) Myto 2 MCD 061 324
- Pietro Mascagni: Parasztbecsület – Santuzza
  - (oroszul) Zurab Szotkilava, Vlagyiszlav Veresztnyikov stb.; a Moszkvai Nagyszín Énekkara, a Szovjetunió Központi Televíziója és Össz-szövetségi Rádiója Nagy Szimfonikus Zen ekara, vezényel: Algis Žiuraitis) (élő felvétel: Moszkva, a Csajkovszkij Konzervatórium nagyterme, 1981) Мелодия C10 19215 000; Ricordi «Orizzonte» AOCL 216023 [csak LP]
  - (olaszul) Plácido Domingo, Renato Bruson, Fedora Barbieri stb.; A La Scala Ének- és Zenekara, vezényel: Georges Prêtre) (1982) Philips 416 137-2 Philips és 454 265-2; Decca 470 570-2
  - (olaszul) Peter Dvorský, Alexandru Agache stb.; Szlovák Filharmónia Énekkara, Szlovák Rádió Szimfonikus Zenekara, vezényel: Ondrej Lenárd) (1988–89) Opus 9356 2093
- Jules Massenet: Werther – Charlotte
  - Alfredo Kraus stb.; a La Scala Ének- és Zenekara, vezényel: Georges Prêtre (élő felvétel: Milánó, La Scala, 1976. február) MYTO 2 MCD 982.183
  - Plácido Domingo, Arleen Augér, Kurt Moll stb.; Kölni Fiúkar; Kölni Rádió Szimfonikus Zenekara, vezényel: Riccardo Chailly) (1979)  Deutsche Grammophon 413 304-2 és 449 384-2; Lyrica LRC 1058/1059
- Modeszt Petrovics Muszorgszkij: Borisz Godunov – Marina Mnyisek
  - J. J. Nyesztyerenko, Vlagyimir Andrejevics Atlantov, Artur Arturovics Ejzen stb.; a Moszkvai Nagyszínház Ének- és Zenekara, vezényel: Jurij Ivanovics Szimonov (élő felvétel: New York, Metropolitan Opera, 1975. június 25.) Omega Opera Archive 2282
  - J. J. Nyesztyerenko, Vlagyimir Andrejevics Atlantov stb.; a Moszkvai Nagyszínház Ének- és Zenekara, vezényel: Mark Fridrihovics Ermler) (1985) Le Chant du Monde LDC 278 853/55; Regis Records RRC 3006
- Modeszt Petrovics Muszorgszkij: Hovancsina – Marfa
  - Nikola Gjuzelev, Vlagyimir Scserbakov, J. J. Nyesztyerenko stb.; a Teatro Colón Ének- és Zenekara, vezényel: Alekszandr Lazarev (élő felvétel: Buenos Aires, Teatro Colón, 1982. május 23. és 26.) Omega Opera Archive 3390
  - Artur Arturovics Ejzen, J. J. Nyesztyerenko stb.; a Moszkvai Nagyszínház Ének- és Zenekara, vezényel: Mark Fridrihovics Ermler (1988) Мелодия A10 00445 006 [csak LP]
- Szergej Szergejevics Prokofjev: A játékos – A nagymama (Vlagyimir Galuzin, Jurij Laptyev stb stb.; a Kirov Opera Ének- és Zenekara, vezényel: Valerij Abiszalovics Gergijev) (1996) Philips 454 559-2
- Szergej Szergejevics Prokofjev: Háború és béke – Marija Ahroszimova (Dmitrij Alekszandrovics Hvorosztovszkij, Anna Jurjevna Nyetrebko, Samuel Ramey, Sergej Kopčak stb.; Metropolitan Opera Ének- és Zenekara, vezényel: Valerij Abiszalovics Gergijev) (élő felvétel: New York, Metropolita, 2002. március 2.) House of Opera CDNY 175
- Camille Saint-Saëns: Sámson és Delila – Delila (Plácido Domingo, Renato Bruson, Robert Lloyd stb.; a Párizsi Zenekar Énekkara, Párizsi Zenekar, vezényel: Daniel Barenboim) (1978) Deutsche Grammophon 413 297-2 és 477 5602
- Giuseppe Verdi: Nabucco – Fenena (Matteo Manuguerra, Veriano Luchetti, Renata Scotto stb.; Ambrosian Operakórus, Philharmonia Zenekar, vezényel: fRiccardo Muti) (1977–78) EMI CDS 7 47488-8
- Giuseppe Verdi: Luisa Miller – Federica (Katia Ricciarelli, Plácido Domingo, Renato Bruson stb.; a Covent Garden Ének- Zenekara, vezényel: Lorin Maazel (1979) Deutsche Grammophon 423 144-2 és 459 481-2
- Giuseppe Verdi: Rigoletto – Maddalena (Piero Cappuccilli, Plácido Domingo, Ileana Cotrubaș, Hanna Schwarz stb.; Bécsi Állami Opera Énekkara, Bécsi Filharmonikusok, vezényel: Carlo Maria Giulini) (1979) Deutsche Grammophon 415 288-2 és 457 753-2, Real Time Music 76 CDM 1212-1/2 [kínai kiadás]
- Giuseppe Verdi: A trubadúr – Azucena
  - Luciano Pavarotti, Dame Joan Sutherland, Ingwar Wixell stb.; San Franciscó-i Opera Ének- és Zenekara, vezényel: Richard Bonynge (élő felvétel: San Francisco, 1975) Bella Voce BLV 107 216; Celestial Audio CA 540
  - Franco Bonisolli, Leontyne Price, Piero Cappuccili, Ruggero Raimondi stb.; a Berlini Deutsche Oper Énekkara, Berlini Filharmonikusok, vezényel: Herbert von Karajan (1977)  EMI CMS 7 69311-2
  - Franco Bonisolli, Dame Joan Sutherland, Jurij Antonovics Mazurok stb.; a Covent Garden Ének- és Zenekara, vezényel: Richard Bonynge) (élő felvétel: London, Covent Garden, 1981. december) House of Opera CDBB 682; Premiere Opera [katalógusszám nélkül]
  - José Carreras, Elizabeth Connell, Wolfgang Brendel stb.; a Covent Garden Ének- és Zenekara, vezényel: Giuseppe Patanè (élő felvétel: London, Covent Garden, 1985. október 12.) Premiere Opera Ltd. CDNO 559-2 és CDNO 1345-2
- Giuseppe Verdi: Álarcosbál – Ulrica
  - Luciano Pavarotti, Piero Cappuccilli, Shirley Verret stb.; La Scala Ének- és Zenekara, vezényel: Claudio Abbado (élő felvétel: Milánó, La Scala, 1977. december 30.) Myto 2MCD 991.200; House of Opera CDBB 935; Premiere Opera Ltd. CDNO 1302-2
  - Luciano Pavarotti, Piero Cappuccilli, Mara Zampieri stb.; La Scala Ének- és Zenekara, vezényel: Claudio Abbado (élő felvétel: Milánó, La Scala, 1978. január 20. vagy 31.) Bella Voce 107.236; House of Opera CDBB 936; Premiere Opera Ltd. CDNO 1196-2
  - Plácido Domingo, Renato Bruson, Katia Ricciarelli stb.; La Scala Ének- és Zenekara, vezényel: Claudio Abbado) (1979–80) Deutsche Grammophon 415 685-2, 453 148-2 és 457 970-2
- Giuseppe Verdi: Don Carlos – Eboli hercegnő
  - José Carreras, Nicolai Ghaurov, Piero Cappuccilli, Jevgenyij Jevgenyjevics Nyesztyerenko, Mirella Freni stb.; La Scala Ének- és Zenekara, vezényel: Claudio Abbado (élő felvétel: Milánó, La Scala, 1977. december 7.) Myto 3 MCD 981.175; Legato LCD 223-3; House of Opera CDBB 622
  - Plácido Domingo, J. J. Nyesztyerenko, Renato Bruson, Dame Margaret Price stb.; La Scala Ének- és Zenekara, vezényel: Claudio Abbado (élő felvétel: Milánó, La Scala, 1978. január 7.) Bella Voce 107 404; House of Opera CDBB 632; Premiere Opera CDNO 1187-3
  - Luis Lima, Martti Talvela, Leo Nucci, Montserrat Caballé stb.; a Gran Teatro del Liceo Ének- és Zenekara, vezényel: Roberto Abbado (élő felvétel: Barcelona, Gran Teatro del Liceo, 1982. november 11.) The Opera Lovers DON 198201
- Giuseppe Verdi: Aida – Amneris
  - Rita Hunter, Carlo Bergonzi stb.; Metropolitan Opera Ének- és Zenekara, vezényel: Kazimierz Kord (élő felvétel: New York, Metropolitan, 1976. október 25.) JDT Productions RHSC 103; Celestial Audio CA 746
  - Anna Tomowa-Sintow, Renato Bruson, Kurt Moll stb.; Bajor Állami Opera Ének- és Zenekara, vezényel: Miguel Ángel Gómez Martínez (élő felvétel, München, Nemzeti Színház, 1981. május 5.) House of Opera CDWW 948
  - Katia Ricciarelli, Plácido Domingo, Leo Nucci stb.; a La Scala Ének- és Zenekara, vezényel: Claudio Abbado (1981) Deutsche Grammophon 3382 014 és 449 367-4
  - Carlo Cossutta, Simon Estes, Kurt Rydl stb.; a barcelonai El Gran Teatro del Liceo Ének- és Zenekara, vezényel: Carlo Franci. (élő felvétel: Barcelona, El Gran Teatro del Liceo, 1983. december 10.) House of Opera CD 189
  - Gena Domitrova, Lando Bartolini, Polgár László stb.; ismeretlen ének- és zenekar, vezényel: Michel Plasson (élő felvétel: Párizs, Palais Omnisports de Paris-Bercy, 1984. május) Live Opera Heaven C 3246, Premiere Opera Ltd. CDNO 3187-2
  - Maria Chiara, Lando Bartolini stb.; a genovai Teatro Carlo Felice Ének- és Zenekara, vezényel: Maurizio Arena (élő felvétel: Genova, Teatro Carlo Felice, 1985. június 4.) Premiere Opera Ltd. CDNO 3147-2
  - Maria Chiara, Cesare Siepi stb.; Coro del Teatro Regio di Parma Cooperativa «Artisti del Coro», Emilia Romagna Arturo Toscanini Szimfonikus Zenekara, vezényel: Donato Renzetti (élő felvétel: Parma, Teatro di Parma, 1988. január 12. és/vagy 15.) Premiere Opera Ltd. CDNO 1012-2

### Egyéb felvételek
Válogatás az AllMusic és a Discogs listája alapján.
| Megjelenés | Tartalom                                                      | Közreműködők | Kiadó     |
| ---------- | ------------------------------------------------------------- | --- | --------- |
| 1968       | Matvej Blanter: Dalok                                         | Hangszeres együttes, Vlagyimir Terleckij                                                                         | Melogyija |
| 1970       | Corelli, Vitali, Händel, Stradella …                          | A Szovjetunió Bolsoj Színházának vonós együttese, Juris Švolkovskis, Pēteris Sīpolnieks                          | Melogyija |
| 1976       | Bach, Handel: Arias                                           | A Szovjetunió Bolsoj Színházának kamaraegyüttese, Adolf Bruk                                                     | Melogyija |
| 1979       | Csajkovszkij: Romances                                        | Vazsa Csacsava                                                                                                   | Melogyija |
| 1979       | Beethoven: IX. szimfónia                                      | Lucia Popp, Jon Vickers, Martti Talvela; Clevelandi Zenekar Énekkara, Clevelandi Zenekar, vezényel: Lorin Maazel | CBS       |
| 1979       | Schumann: Asszonyszerelem, asszonysors-dalciklus és más dalok | Vazsa Csacsava                                                                                                   | Melogyija |
| 1988       | Russian Songs and Romances                                    | The USSR TV and Radio Russian Folk Orchestra, Nyikolaj Nyekraszov                                                | Melogyija |
| 1989       | Csajkovszkij, Rahmanyinov dalok                               | Vazsa Csacsava                                                                                                   | Melogyija |
| 1995       | Russian Vocal School                                          | Russian Academic Folk Instruments Academic Orchestra of the All-Union Radio and Television, Nyikolaj Nyekraszov  | RCD       |
| 2010       | Prokofjev: Alekszandr Nyevszkij, Concerto No. 3               | Szergej Prokofjev, London Symphony Orchestra and Chorus, Claudio Abbado, Piero Coppola                           | MKM       |
| 2015       | Stars of the Bolshoi: Elena Obraztsova                        | | Melogyija |